# Žalm 150

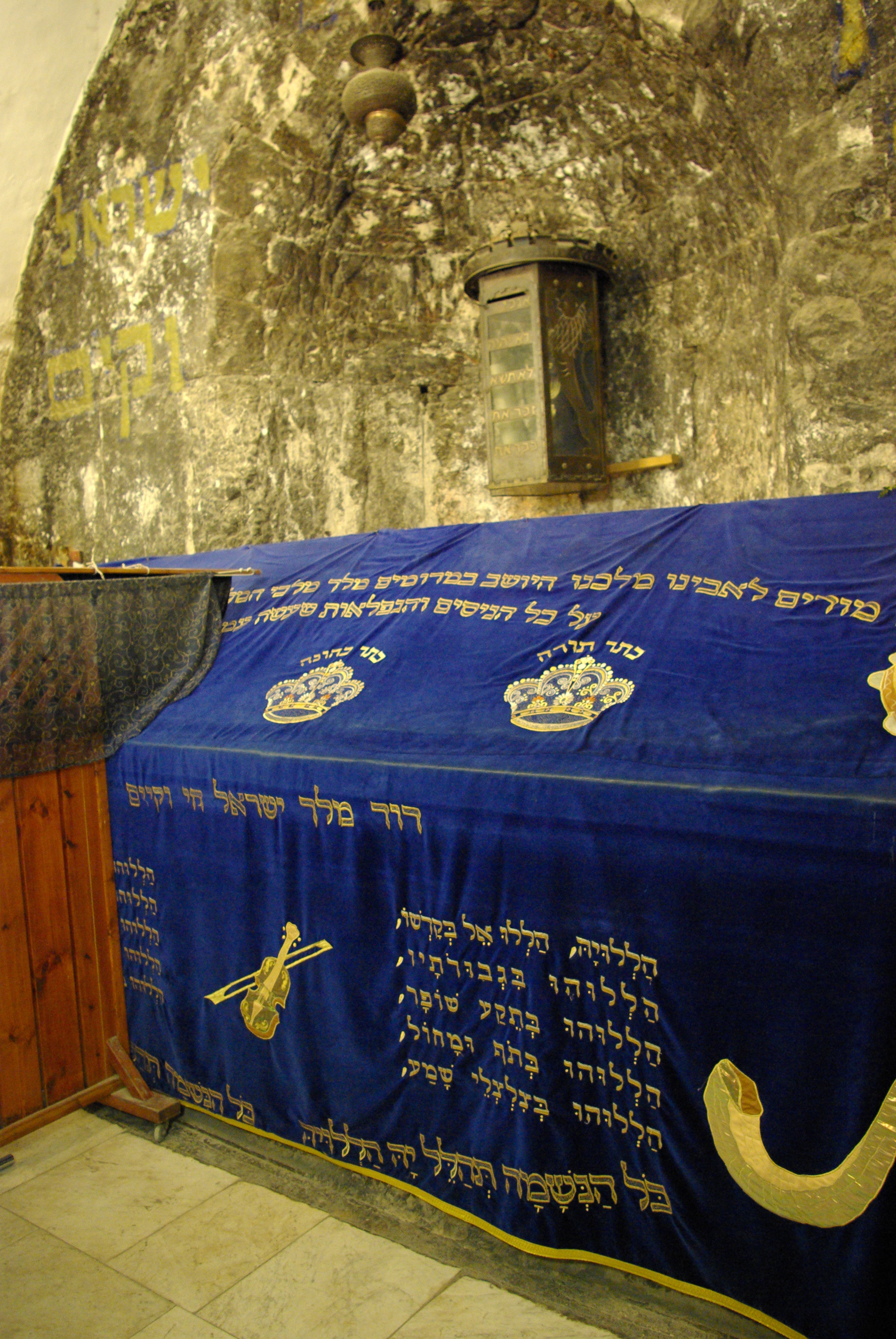
Text žalmu 150 vyšitý na přikrývce hrobu krále Davida v Jeruzalémě

Žalm 150 („Chvalte Boha v jeho svatyni“) je poslední žalm biblického kánonu. Jedná se o nadšený chvalozpěv k Boží oslavě, jenž začíná i končí hebrejským zvoláním halelujah. První část tohoto slova, halelu (הַלְלוּ‎), se v hebrejském textu žalmu dokonce vyskytuje celkem 13krát a podle židovských vykladačů je tímto zdraveno „třináct atributů lásky“ Stvořitele, jež byly vyjeveny Mojžíši, aby mohl lidu vyprosit odpuštění hříchu, kterého se dopustili se zlatým teletem.

## Užití v liturgii
V židovské liturgii je žalm podle siduru součástí ranní modlitby, a to v části zvané psukej de-zimra („verše písně“), kde tvoří s předchozími čtyřmi žalmy jakýsi sborový, mnohohlasý zpěv, jejichž crescendo vyjadřuje Hospodinu chválu, která se stupňuje a sílí až nakonec vyvrcholí mohutným výkřikem lásky ve slovech: „Pochválen budiž Hospodin na věky! Amen i amen. Pochválen budiž Hospodin ze Siona, Jenž sídlí v Jerusalémě! Halelujah! Pochválen budiž Hospodin Bůh, Bůh Israele, Jenž činí divy sám, a pochváleno budiž jméno Jeho slavné na věky; a naplněna budiž slávou Jeho všecka země! Amen i Amen.“ Celý žalm je také začleněn do textu modlitby musaf pro svátek Roš ha-šana, a sice do požehnání šofarot s ohledem na zmínku o šofaru a o troubení ve verších 3 a 5. Žalm se rovněž recituje jednou měsíčně při obřadu kiduš levana. Spis Šimuš Tehilim („Užití Žalmů“), jehož autorem je zřejmě židovský učenec Chaj Ga'on (939–1038), navíc uvádí, že 150. žalmu je určen k děkování Bohu za všechno.